# Burgdorf (Region Hanower)
Burgdorf − miasto w Niemczech, w kraju związkowym Dolna Saksonia, w związku komunalnym Region Hanower.

## Współpraca
Miejscowości partnerskie:
- Burgdorf, Szwajcaria
- Calbe (Saale), Saksonia-Anhalt